# Valle de Ordiso

El valle de Ordiso, desde el refugio del mismo nombre.

El valle de Ordiso es un pequeño valle del Pirineo oscense formado por el río Ordiso, un afluente del Ara. 
En la entrada del valle, en su intersección con el valle del Ara existe un pequeño refugio para montañeros y, en la parte alta, una cabaña. El valle comienza en un puente que permite cruzar el río Ara.
En la cabecera del valle, a 2.344 metros de altura, se encuentra el ibón de Ordiso, desde el que se puede atravesar al vecino valle de Otal a través del collado de Ordiso. 
La fauna típica del valle incluye lirones caretos, buitres y quebrantahuesos.
- Datos: Q3553972
- Multimedia: Valle de Ordiso / Q3553972